# Gillhaußen (Adelsgeschlecht)

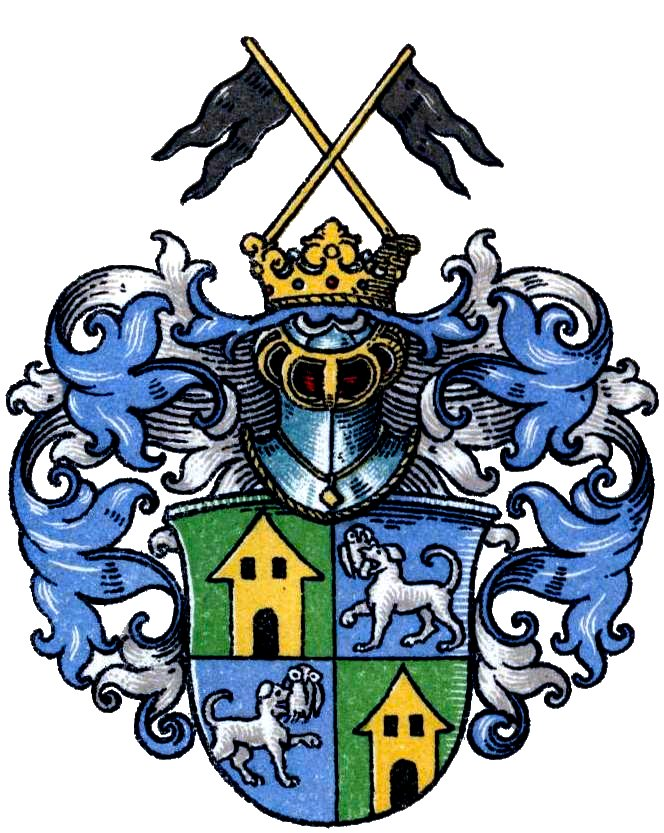
Wappen derer von Gillhaußen (Gillhausen) im Wappenbuch des Westfälischen Adels

Gillhaußen (auch Gillhausen, Gilhausen, Gillhauzen o. ä.) ist der Name eines rheinländisch-preußischen Adelsgeschlechts.

## Geschichte
Das Geschlecht war in der Gegend von Wesel ansässig. Der königlich-preußische Major a. D. Friedrich Wilhelm Conrad von Gillhaußen (* 6. September 1768; † 30. Juni 1833) erhielt 1823 ein königlich-preußisches Anerkennungsdiplom des ihm zustehenden Adelsstandes. 1793 war derselbe Sekondeleutnant beim in Wesel stationierten Infanterieregiment No. 48 von Georg Boguslav von Koethen und 1806 Capitän beim Infanterieregiment „Kurfürst von Hessen“. Außerdem war er Ritter des Ordens Pour le Mérite, erworben 1793 im Gefecht bei Sembach, und Träger des Eisernen Kreuzes 2. Klasse, erworben in der Schlacht bei Ligny. Mehrere Nachkommen waren ebenfalls in der preußischen Armee aktiv. So zum Beispiel sein Sohn Moritz Wilhelm Ferdinand Karl von Gillhaußen (1807–1874) 1852 als Hauptmann im königlich-preußischen 16. Infanterie-Regiment. Eine verwitwete Frau von Schell geb. Gillhaußen besaß 1857 Haus Rechen im Kreis Bochum.

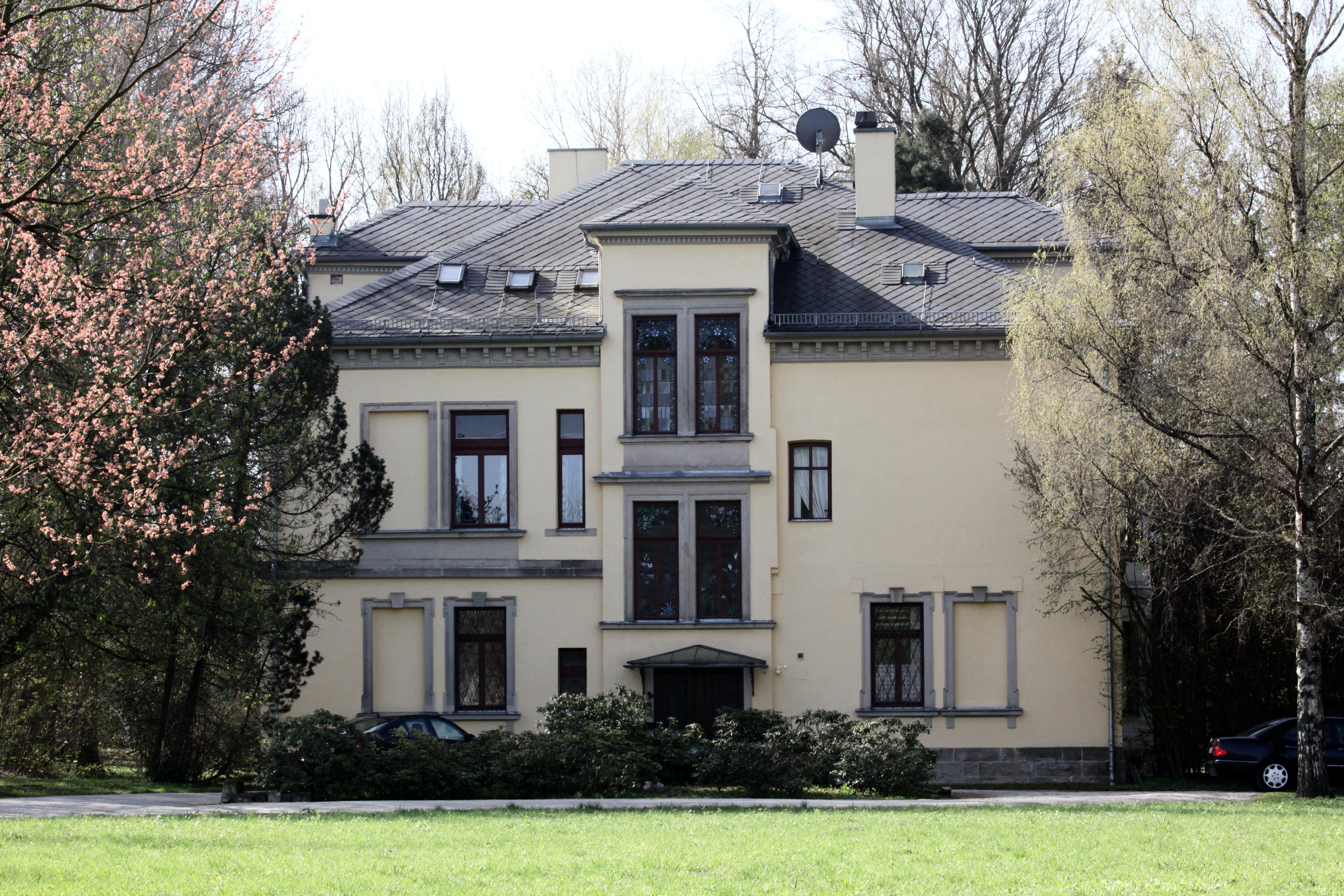
Spätklassizistisches Gutshaus in Esbach, Landkreis Coburg

Benno von Gillhaußen kaufte 1869 das Poppengut in Esbach, Landkreis Coburg. Zum Gut gehörte eine Ziegelei. Zwischen 1872 und 1875 baute Benno von Gillhaußen den Betrieb zu einem der ersten Industriebetriebe im Coburger Land aus und verkaufte 1882 die Ziegelei an das Unternehmen Berghold. Das Gut mit dem 1876 errichteten spätklassizistisches Gutshaus verkaufte Benno von Gillhaußen 1886 an den herzoglichen Kammerherrn Wolff von Werthern.

## Persönlichkeiten
- Guido von Gillhaußen (1870–1918), deutscher Kriegspoet, Komponist und preußischer Offizier
- Moritz Wilhelm Ferdinand Karl von Gillhaußen (1807–1874), königlich preußischer Generalmajor

## Wappen
Blasonierung: Der Schild quadriert. Felder 1 und 4 in Grün ein goldenes Haus; Felder 2 und 3 in Blau ein silberner einwärts gewandter Hund, der eine silberne Ente (in der Darstellung von Adolf Matthias Hildebrandt ist es eine Eule) im Maul hält. Auf dem gekrönten Helm mit blau-silbernen Helmdecken zwei gekreuzte schwarze Fahnen an goldenen Stangen.
Alternativ wird das Wappen wie folgt beschrieben: Quadriert. Felder 1 und 4 in Blau ein auf grünem Boden sitzender Hund, der einen silbernen Vogel im Maul hält; Felder 2 und 3 in Grün ein goldenes Haus. Der gekrönte Helm mit schwarz-silbernen Helmdecken trägt zwei gekreuzte, silber-schwarz geteilte Fahnen.
Es handelt sich teilweise um ein Redendes Wappen, da das goldene Haus einen Namensanspielung auf „Güldenhaus“ (= Gillhaußen) ist.
Mülverstedt gibt darüber hinaus noch ein anderes Wappen an: In Rot ein auf grünem Boden liegender silberner Hirsch. Auf dem gekrönten Helm mit rot-silbernen Decken ein silbernes Hirschgeweih.